# Halfdan Kjerulf
Halfdan Kjerulf (Cristiania avui Oslo, 1815-1868) fou un compositor noruec.
Va ésser l'iniciador del lied a Noruega, que Grieg portà a la seva perfecció. A més, va compondre, bellíssimes peces per a piano
A Oslo als anys 1930 se li erigí un monument i el compositor Catharinus Elling va escriure un extensa biografia sobre Kjeruf.
Entre els seus alumnes va tenir a Agathe Backer-Grøndahl, que més tard seria una pianista i compositora molt reconeguda.